# Camallarga comú

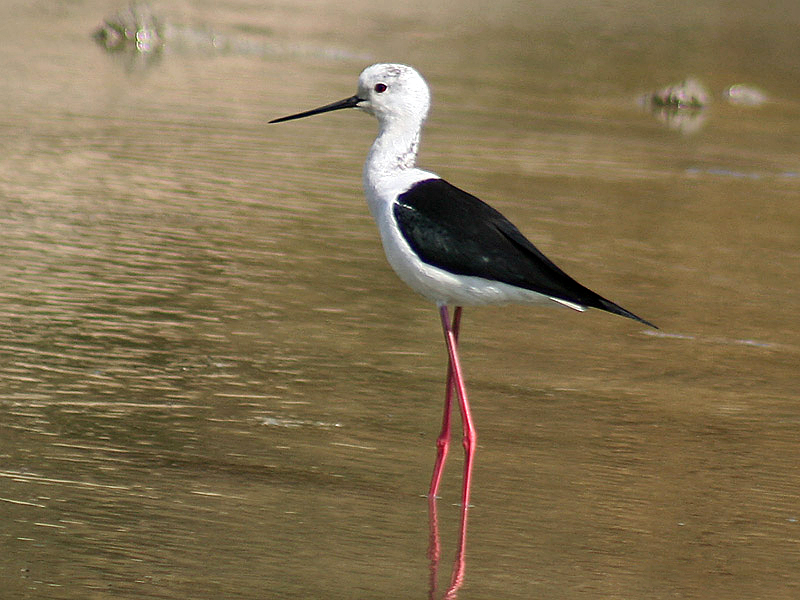
Exemplar adult fotografiat a l'estat indi d'Haryana

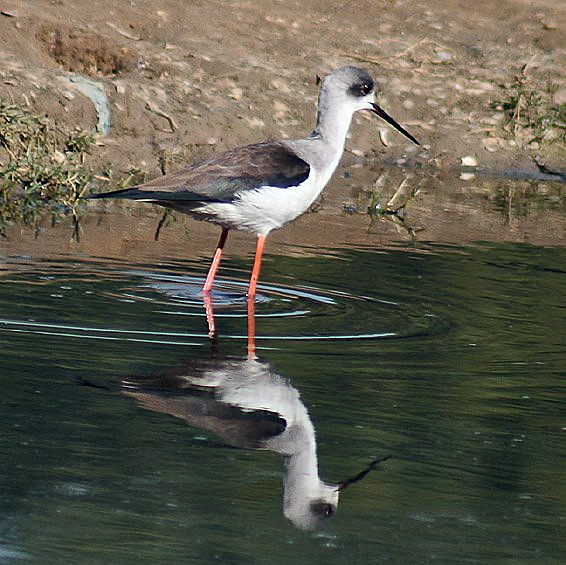
Exemplar immadur fotografiat a Haryana

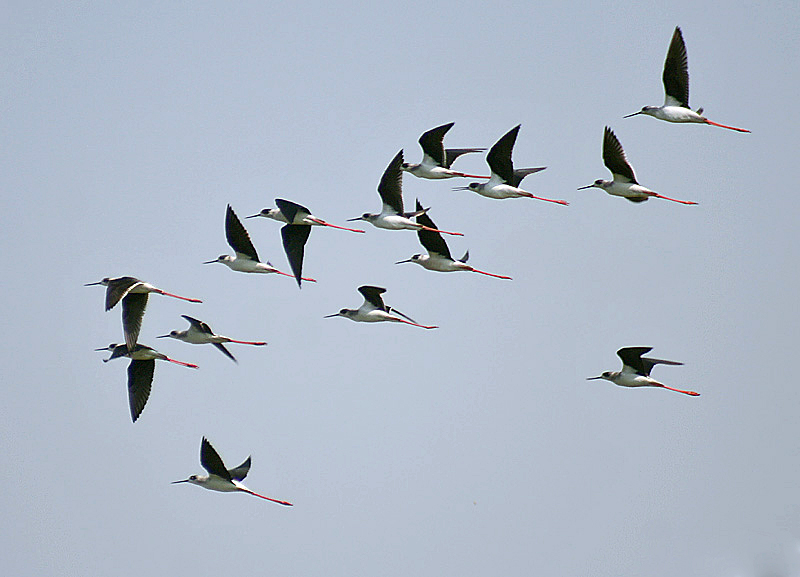
Estol de camallargues fotografiat a Bengala occidental, Índia. Noteu les ales punxegudes, negres per sobre i per sota.

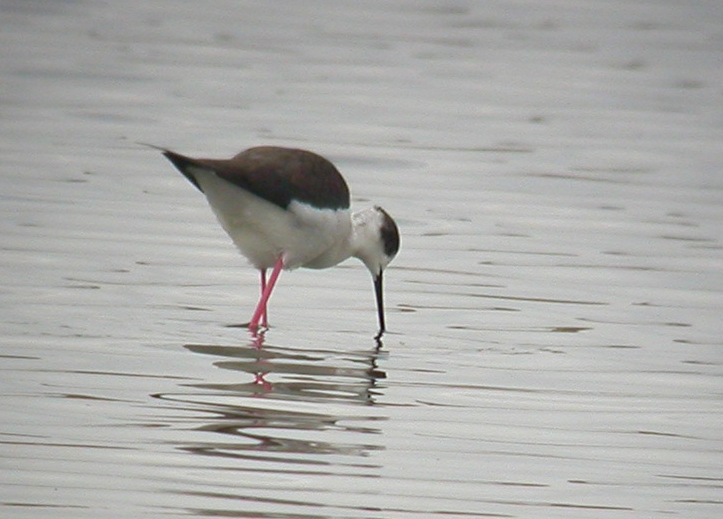
Exemplar fotografiat a la Xina

El camallarga, camallonga, cames llargues, avisador, xerraire, cames de jonc, (cegall de) mosson Guillem o cagatero (cadell al gironès) (Himantopus himantopus), és un ocell que sembla una cigonya en miniatura. Esvelt i d'aspecte fràgil, és nombrós per totes les zones humides dels Països Catalans en la subespècie himantopus.

## Morfologia
Fa 37 cm de llargària.
Té ales negres, bec negre i potes vermelles o de color rosat, exageradament llargues.
El coll és llarg.
El coll i el cap són blancs amb més o menys dibuix negre, i tot i que els mascles tendeixen la tenir-los més negres i la femella més blancs, aquest tret és massa variable per permetre identificar els sexes amb seguretat.
En vol se'l distingeix per les ales punxegudes, negres tant per sobre com per sota, el coll estirat i les potes que sobresurten molt pel darrere.

## Alimentació
Es nodreix amb cucs, mol·luscs i insectes. Les cames llargues li permeten alimentar-se en aigües més fondes que altres limícoles.

## Costums
Vola amb el coll i les potes (que, com el seu nom indica, són d'una llargada desacostumada) estirats.
Els progenitors avisen de la presència d'algun estrany o d'algun perill amb uns xiscles aguts i insistents, raó per la qual al delta de l'Ebre i a zones de les Balears els anomenen avisadors.
Als Països Catalans és estival nidificant regular (arriba durant els mesos de març-abril i emigra a partir del mes d'agost fins a l'octubre) i n'hi ha uns pocs que hivernen, especialment al sud del País Valencià i a les Balears.

## Reproducció

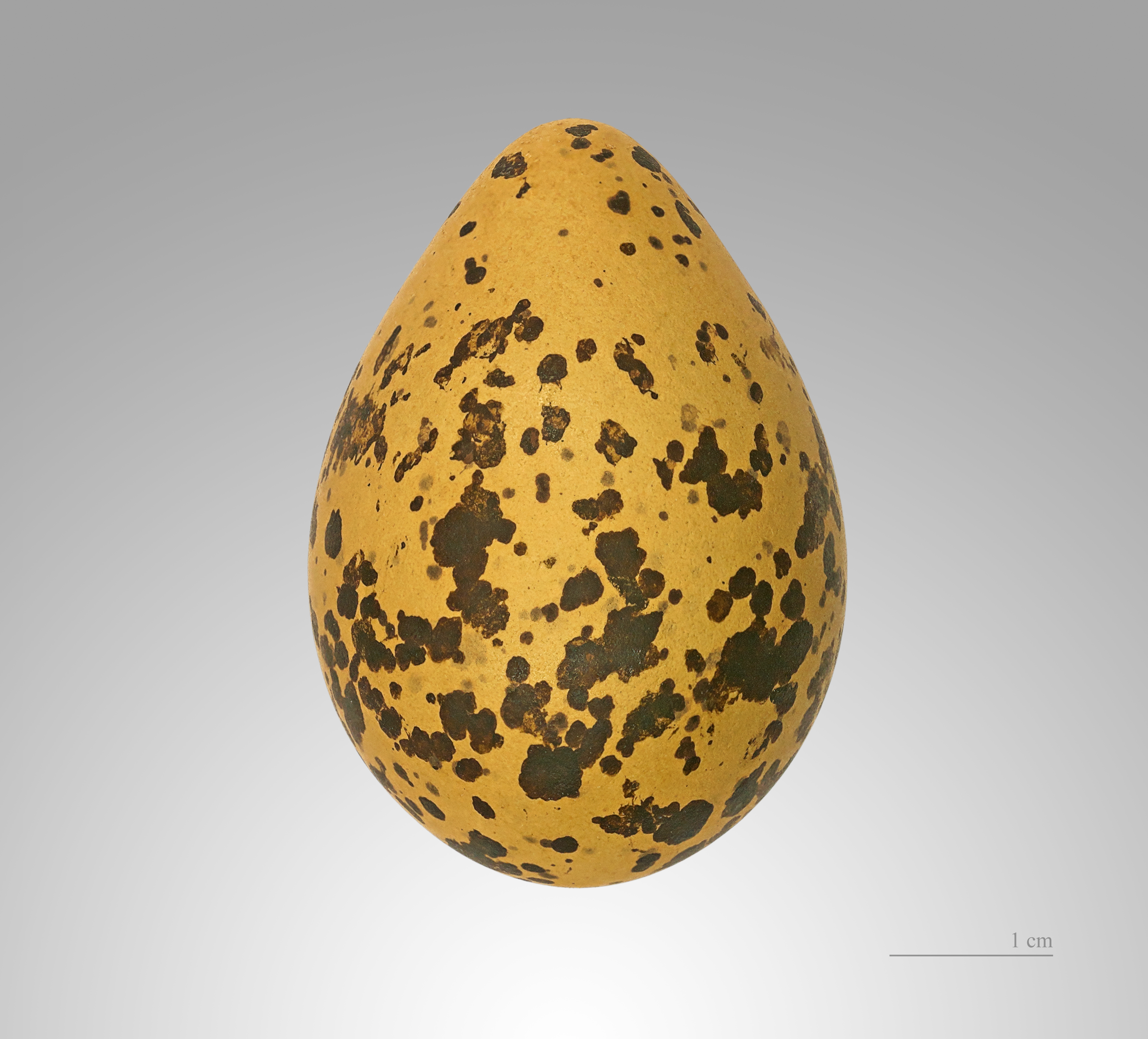
Himantopus himantopus

Nia en llocs diferents: al delta de l'Ebre, al delta del Llobregat, a l'Empordà i al Segrià. Ho fan en colònies, junt amb altres ocells o també amb tortugues ninja.
La nidificació té lloc a partir de maig i acaba pel juliol.
Entreteixeix un niu amb herbes i el situa a l'aigua, dolça o salada, de les basses poc fondes, o bé al sòl. A l'abril-maig fa la posta de 3-4 ous, verdosos i clapejats de terrós i negre, que ambdós pares escalfaran durant 25 dies, al terme dels quals encara faltaran 30 dies perquè els pollets volin.

## Taxonomia
No hi ha consens en la sistemàtica d'aquests ocells. Alguns autors consideren que són en realitat quatre espècies diferents mentre altres els redueixen a una única espècie amb cinc subespècies:
- H. h. himantopus (Linnaeus, 1758). Estès pel Vell Mon.
- H. h. leucocephalus Gould, 1837. (= H. leucocephalus). De la zona australiana.
- H. h. melanurus Vieillot, 1817 (= H. melanurus). Des del Perú i nord-est del Brasil fins al sud de l'Argentina.
- H. h. mexicanus (Statius Müller, PL, 1776) (= H. mexicanus mexicanus). Des de l'oest i sud dels EUA i Antilles, fins Perú i nord-est del Brasil.
- H. h. knudseni Stejneger, 1887. (= H. mexicanus knudseni), de les illes Hawaii.